# Dangerous (Michael Jackson-album)
A Dangerous album Michael Jackson amerikai énekes, zenész negyedik szólóalbuma, az Epic Recordsnál. 1991-ben jelent meg. Az énekes az ezt megelőző album, a Bad után ismét olyan zenei anyagot állított össze, amelyről több szám is világhírű lett, úgymint a Black or White, Heal the World vagy a Will You Be There, ami a Szabadítsátok ki Willyt! című film zenéje is volt. Több számban akkori híres rapperek is megszólalnak. A Dangerous album sikere ugyan csekélyebb volt az előző két albumhoz képest, mégis a világon mintegy 40 millió példányszám kelt el belőle.
Az albumra több műfaj jellemző, úgy mint az R&B, pop, rock, new jack swing. Az album 14. dalából Jackson 12 dalt írt a lemezre, melynek témái közé tartozik a rasszizmus, a szegénység, a romantika, az önfejlesztés, a gyermekek világa, és a világ jóléte.
A Dangerous kilenc országban volt első helyezett, és négy országban pedig Top 10-es volt. Kilenc dalt másoltak ki kislemezre, melyeket 1991 és 1993 között jelentettek meg. Ezek közül két kislemezt az USA-n kívül jelentettek meg.
Az album több Grammy-díj jelölést kapott, és a Best Enginered Album kategóriájában is nyert, valamint az amerikai zenei díjkiosztón is két díjat nyert. Az albumból 32 millió példány talált gazdára világszerte, és csak az Egyesült Államokban 8 millió példányszámban kelt el. A Chicago Tribune újságírója Keller L. Carter szerint ez volt a legjobb new jack swing album. Az albumról négy kislemez volt No1.  helyezett a Billboard Hot 100-as listán, köztük a Black or White című dal is.

## Előzmények
Jackson 1989 januárjában befejezte a Bad turnét, mely 123 állomásból állt, és 4,4 millió ember vett részt a koncerten. A turnén a legnagyobb slágerek csendültek fel, többek között az Off the Wall és Thriller albumokról, valamint az új albumról is négy dalt mutatott be. Miután Jackson megírta a fél albumot, mely elég erősnek bizonyult a kiadáshoz, ő és az Epic Records úgy döntöttek, hogy egy teljes stúdióalbumot készítenek.
1991 márciusában Janet Jackson 32 millió dolláros szerződést írt alá a Virgin Records kiadóval, Jackson a Sony Music kiadóval között 65. millió dolláros szerződést, melyben 25%-os részesedés szerepelt, valamint 5 millió dollár albumonként, mely kiterjedt három stúdióalbumra, két slágergyűjteményre, egy remix albumra, és box set-re is. Ezáltal a legjövedelmezőbb szerződés köttetett a kiadóval.

## Felvételek
Az album felvételei 1989. október és 1991. októbere között zajlottak, mely 18 millió dollárba került. A felvételeket 7 különböző stúdióban készítették, úgy mint Ocean Way, Westlake Recording Stúdió, Record One és Larrabee Sound Stúdió Los Angeles  Az album munkálatai 28 hónapot vettek igénybe, mely az egyik leghosszabb album volt, melyen Jackson dolgozott. Több mint 2 évig Jacksonnak kizárólagos 24 órás hozzáférése volt a Record One Stúdióhoz, melynek a napi költsége napi 4000 dollár volt, a Larrabee Sound Stúdió ugyanilyen áron volt 9 hónapig. Ez részben annak volt köszönhető,  hogy Jackson nagyon figyelt arra, hogy a szomszédos stúdiókban dolgozó más művészek nehogy meghallják a készülőben lévő album dalait.  A stúdióban Jacksonnak videójáték konzolok voltak amelyen játszhatott, illetve a stúdió falain Disney plakátok voltak.
Az Epic Records 1991. november 28.-i dátumot adott meg a lemez kiadásának, melyet a hálaadás napján jelentettek be. A felvétel utolsó két hónapjában Jackson és Swedien bérelt szállodai szobákban laktak, négy percre a stúdiótól. Jackson egészségügyi problémái miatt hetekig egy Los Angeles-i kórházban feküdt, mellkasi fájdalmakra panaszkodva.
Az album producerei között Jackson, Teddy Riley, Bill Bottrell és Bruce Swedien voltak. Riley az R&B és Funk stílus közötti összhangra törekedett. Az albumon a Reed és SSL XL Desk keverőpultokat használták, mivel a digitálisokkal szemben sokkal melegebb hangot adott.
Jackson egy olyan albumot akart létrehozni, mely hasonló Csajkovszkij „A diótörő” című szvitjéhez, melyet az emberek ezer év múlva is meghallgatnak. A Guns N’ Roses gitárosa, Slash két dalban közreműködött, melyről azt nyilatkozta: „Ez volt a legtovább tartó, és legeredményesebb folyamat, melyben részt vettem”

## Az album dalai
|     | Cím                                                   | Szerző(k)                                               | Hossz |
| --- | ----------------------------------------------------- | ------------------------------------------------------- | ----- |
| 1.  | Jam (featuring: Heavy D)                              | Michael Jackson, René Moore, Bruce Swedien, Teddy Riley | 5:39  |
| 2.  | Why You Wanna Trip on Me                              | Teddy Riley, Bernard Belle                              | 5:24  |
| 3.  | In the Closet (featuring: Stephanie monacói hercegnő) | Michael Jackson, Teddy Riley                            | 6:34  |
| 4.  | She Drives Me Wild (featuring: Wreckx-N-Effect)       | Michael Jackson, Teddy Riley                            | 3:42  |
| 5.  | Remember the Time                                     | Michael Jackson, Teddy Riley, Bernard Belle             | 4:01  |
| 6.  | Can't Let Her Get Away                                | Michael Jackson, Teddy Riley                            | 4:59  |
| 7.  | Heal the World                                        | Michael Jackson                                         | 6:25  |
| 8.  | Black or White (featuring: L.T.B)                     | Michael Jackson, Bill Bottrell                          | 4:15  |
| 9.  | Who Is It                                             | Michael Jackson                                         | 6:35  |
| 10. | Give In to Me (featuring: Slash)                      | Michael Jackson, Bill Bottrell                          | 5:30  |
| 11. | Will You Be There                                     | Michael Jackson                                         | 7:41  |
| 12. | Keep the Faith (featuring: Andraé Crouch)             | Michael Jackson, Glenn Ballard, Siedah Garret           | 5:57  |
| 13. | Gone Too Soon                                         | Larry Grossmann, Buz Kohan                              | 3:22  |
| 14. | Dangerous                                             | Michael Jackson, Teddy Riley, Bill Bottrell             | 6:57  |

## Kiadatlan dalok
| - All The Truth - Alright Now - Bottle of Smoke - Do You Know Where Your Children Are (később kiadták az XSCAPE albumon) - Don't Believe It - For All Time (később kiadták a Thriller 25 albumon) - Ghost of Another Lover - Happy Birthday, Lisa - If You Don't Love Me - Jane is a Groupie - Mind Is The Magic - Men in Black - Monkey Business (később kiadták a Michael Jackson: The Ultimate Collection albumon) - Serious Effect - Seven Digits - She Got It - Slave to the Rhythm (később kiadták az XSCAPE albumon) - Someone Put Your Hand Out - What About Us (Az Earth Song korai változata) - Work That Body |

## Fellépések
Michael Jackson az MTV fennállásának tizedik évfordulójának alkalmából megrendezett műsorban előadta a Black or White és a Will You Be There dalokat. A Dangerous World Tour során, az első szakaszban előadta a Jam, Will You Be There, Black or White és Heal the World dalokat. A második szakaszban ezen dalok mellé felvette a Dangeroust is. Később megjelentek felvételek az énekes neverlandi próbájáról. Az eredeti számlistának a Remember the Time és része volt, de kivették (később egy táncos azt mondta, túl nehéz lett volna élőben előadni a dalt).
Az 1992. szeptember 16-i koncerten a zenészek egy instrumentális verziót adtak elő az In the Closetből. Michael 1993. január 31-én a Super Bowlon egy egyveleget adott elő négy dalból, melyből három a Dangerous albumon jelent meg: Jam, Black or White és Heal the World. A negyedik dal (az előadás sorrendje alapján a második) a Billie Jean volt.

## Slágerlista
| Slágerlista (1991–2010)  | Heti összesítés |
| ------------------------ | --------------- |
| US Billboard 200         | 1               |
| Spanish Albums Chart     | 1               |
| Albums Chart             | 1               |
| ARIA Albums Chart        | 1               |
| Albums Chart             | 1               |
| UK Albums Chart          | 1               |
| Albums Chart             | 1               |
| New Zealand Albums Chart | 1               |
| Czech Albums Chart       | 2               |
| Albums Chart             | 6               |
| AMPROFON Top 100 Albums  | 6               |
| Top 10 CD ABPD           | 4               |
| Czech Albums Chart       | 39              |

| Slágerlista (1990–1999) | Helyezések |
| ----------------------- | ---------- |
| Austrian Albums Chart   | 8          |
| US Billboard 200        | 44         |

| Slágerlista (1992)  | Helyezés |
| ------------------- | -------- |
| German Albums Chart | 3        |
| US Billboard 200    | 2        |
| Slágerlista (1993)  | Helyezés |
| German Albums Chart | 6        |
| US Billboard 200    | 38       |

## Eladási adatok és minősítések
| Ország                                                           | Minősítés          | Elkelt példányszám |
| ---------------------------------------------------------------- | ------------------ | ------------------ |
| Ausztrália (ARIA)                                                | 10x platina        | 700 000            |
| Ausztria (IFPI Austria)                                          | 4x platina         | 200 000            |
| Brazília (Pro-Música Brazíl)                                     | arany              | 350 000            |
| Kanada (Music Canada)                                            | 6x platina         | 600 000            |
| Finnország (Musiikkituottajat)                                   | platina            | 61 896             |
| Franciaország (Syndicat National de l’Édition Phonographique)    | gyémánt            | 1 000 000          |
| Németország (BVMI)                                               | 4x platina         | 2 000 000          |
| Indonézia                                                        |                    | 500 000            |
| Olaszország (FIMI)                                               |                    | 650 000            |
| Japán (RIAJ)                                                     | 2x platina         | 400 000            |
| Mexikó (AMPROFON)                                                | 2x platina + arany | 600 000            |
| Hollandia (NVPI)                                                 | 3x platina         | 300 000            |
| Új-Zéland (RMNZ)                                                 | 6x platina         | 90 000             |
| Spanyolország (PROMUSICAE)                                       | 6x platina         | 600 000            |
| Svédország (GLF)                                                 | 3x platina         | 300 000            |
| Svájc (IFPI Switzerland)                                         | 5x platina         | 250 000            |
| Thaiföld                                                         |                    | 300 000            |
| Egyesült Királyság (BPI)                                         | 6x platina         | 2 010 069          |
| Amerikai Egyesült Államok (Amerikai Hanglemezgyártók Szövetsége) | 8x platina         | 8 000 000          |
| Európa (IFPI)                                                    | 5x platina         | 5 000 000          |
| Chile (IFPI)                                                     | 5x platina         | 125 000            |